# Cykl lityczny

Schemat porównujący cykl lityczny (A) z cyklem lizogenicznym (B)

Cykl lityczny – cykl życiowy bakteriofaga polegający na zakażeniu bakterii, produkcji nowych cząstek fagowych, rozpadzie bakterii i uwolnieniu nowych bakteriofagów.

## Etapy cyklu litycznego
Etap pierwszy: adsorpcja – przyczepienie bakteriofaga do ściany komórkowej bakterii. Aby przedostać się przez tę ścianę, wirusy wykorzystują receptory obecne na powierzchni komórki lub za pomocą swoich białek przebijają ścianę komórkową.
Etap drugi: penetracja – kapsyd pozostaje na zewnątrz, a materiał genetyczny wirusa zostaje wstrzyknięty do cytoplazmy gospodarza, gdzie wykorzystuje mechanizmy komórek gospodarzowych do produkcji nowych cząsteczek wirusa. W przypadku wirusów DNA ich DNA jest transkrybowane na RNA, a następnie na jego matrycy powstają białka. Jedno z pierwszych podlegających translacji białek służy do zniszczenia DNA bakterii. Retrowirusy przy użyciu odwrotnej transkryptazy przepisują RNA na DNA, który następnie znów jest transkrybowany na RNA. Kolejny etap to składanie nowych wirusów: kopii wirionu, który zaatakował komórkę.
Etap trzeci: uwolnienie – komórka gospodarzowa ulega rozpadowi (lizie – stąd nazwa „cykl lityczny”), a kopie wirusa wydostają się na zewnątrz. Niektóre wirusy nie powodują rozpadu komórki, ale uwalniane są stopniowo.